# فأر الأورام
فأر الأورام أو فأر هارفارد هو نوع من الفئران المعملية التي تم تعديلها وراثيًا باستخدام تعديلات صممها فيليب ليدر وتيموثي أ. ستيوارت. من جامعة هارفارد لجعلها تحمل جين محدد يسمى الجين الورمي المنشط، والذي يكون تحت تحكم مُحفز فيروس الورم الثديي للفأر. يزيد الجين الورمي المنشط بشكل كبير من قابلية الفأر للإصابة بالسرطان، وبالتالي يجعله نموذجًا مناسبًا لأبحاث السرطان.
لم يكن فأر الأورام أول فأر مُعدل وراثيًا يتم تطويره لاستخدامه في أبحاث السرطان، حيث كانرالف إل. برينستر وريتشارد بالميتر قد طوّرا نماذج مشابهة سابقًا. ومع ذلك، كان أول فأر من الثدييات يحصل على براءة اختراع. نظرًا لأن شركة دوبونت قامت بتمويل أبحاث فيليب ليدر، فقد وافقت جامعة هارفارد على منحها حقوقًا حصرية لأي اختراعات يتم تسويقها نتيجة لهذا التمويل.
تم تقديم طلبات براءة اختراع لـفأر الأورام في منتصف الثمانينيات في العديد من الدول، مثل الولايات المتحدة، كندا، أوروبا (من خلال المكتب الأوروبي لبراءات الاختراع) واليابان. في البداية، كانت حقوق الاختراع مملوكة لشركة دوبونت، ولكن في عام 2011 قرر مكتب براءات الاختراع والعلامات التجارية للولايات المتحدة أن البراءة النهائية انتهت فعليًا في عام 2005، مما جعل فأر الأورام متاحًا للاستخدام من قبل جهات أخرى. مع ذلك، لا يزال الاسم محميًا، حيث إن فأر الأورام يعد علامة تجارية مسجلة.
كان لتسجيل براءة الإختراع تأثيرًا كبيرًا على علماء الوراثة في مجال الفئران، الذين سبق أن شاركوا معلوماتهم ومعلومات الفئران من مستعمراتهم بشكل مفتوح. بمجرد وصف سلالة من الفئران لأول مرة في بحث منشور، تم تخزين الفئران والحصول عليها من خلال مختبر جاكسون، وهو معهد أبحاث غير ربحي. اعتبر العديد من معاصري فأر الأورام أن براءة الاختراع التي حصلوا عليها، فضلاً عن اتساع الادعاءات الواردة في تلك البراءات، غير معقولة. وعلى نطاق أوسع، كان تسجيل براءة اختراع بمثابة الخطوة الأولى في تحويل البحث الأكاديمي بعيدًا عن ثقافة الموارد المشتركة المفتوحة والمجانية (أو غير المكلفة للغاية) نحو ثقافة تجارية تتطلب شراءً خاصًا وتراخيص باهظة الثمن. وكان هذا التحول محسوساً في نطاق واسع يتجاوز مجتمع علم الوراثة لدى الفئران. صرحت جامعة هارفارد لاحقًا بأنها تأسف على طريقة التعامل مع براءات اختراع فأر الأورام.

## إجراءات براءات الاختراع

### كندا
في كندا، رفضت المحكمة العليا في عام 2002 براءة الاختراع في قضية كلية هارفارد ضد كندا (مفوض براءات الاختراع)، حيث ألغت حكم محكمة الاستئناف الفيدرالية الذي حكم لصالح براءة الاختراع. ومع ذلك، في 7 أكتوبر 2003، تم تسجيل براءة الاختراع الكندية رقم 1,341,442 تم منحها إلى كلية هارفارد. تم تعديل براءة الاختراع لحذف ادعاءات "تركيب المادة" على الفئران المعدلة وراثيا. كانت المحكمة العليا قد رفضت طلب براءة الاختراع بأكمله على أساس هذه المطالبات، لكن قانون براءات الاختراع الكندي سمح بمنح المطالبات المعدلة بموجب القواعد التي سبقت الاتفاقية العامة بشأن التعريفات الجمركية والتجارة، وكانت براءة الاختراع صالحة حتى عام 2020.

### أوروبا (من خلال المكتب الأوروبي لبراءات الاختراع)
تم تقديم طلب براءة الاختراع الأوروبي رقم 85304490.7 في يونيو 1985 من قبل رئيس وزملاء كلية هارفارد. تم رفضه في البداية في عام 1989 من قبل قسم الفحص في المكتب الأوروبي للبراءات (EPO) على أساس من بين أمور أخرى أن اتفاقية البراءات الأوروبية (EPC) تستبعد قابلية الحصول على براءة اختراع للحيوانات في حد ذاتها. وقد تم استئناف القرار، وقررت هيئة الاستئناف أن الأصناف الحيوانية مستبعدة من قابلية الحصول على براءة اختراع بموجب اتفاقية البراءات الأوروبية، في حين لم يتم استبعاد الحيوانات من قابلية الحصول على براءة اختراع. ثم منحت شعبة الفحص براءة الاختراع في عام 1992.
عارضت عدة أطراف ثالثة براءة الاختراع الأوروبية، وتحديداً 17 معارضاً، ولا سيما على الأسس المنصوص عليها في اتفاقية البراءات الأوروبية ، والتي تنص على أن "الاختراعات التي يكون نشرها أو استغلالها مخالفًا للنظام العام أو الأخلاق مستبعدة من قابلية الحصول على براءة اختراع". وبعد إجراء المرافعات الشفوية في نوفمبر/تشرين الثاني 2001، تم الإبقاء على براءة الاختراع في شكلها المعدل. وقد تم استئناف هذا القرار وتم اتخاذ قرار الاستئناف بتاريخ 6 يوليو 2004. وفي نهاية المطاف، أُحيلت القضية إلى المحكمة الابتدائية، أي قسم المعارضة، مع الأمر بالحفاظ على براءة الاختراع في نموذج معدّل حديثًا. ومع ذلك، تم نشر إلغاء براءة الاختراع في النهاية في 16 أغسطس 2006، بعد أكثر من 20 عامًا من تاريخ التقديم (المدة العادية لبراءة الاختراع الأوروبية بموجب Article 63(1) EPC )، وذلك بسبب الفشل في دفع الرسوم وتقديم ترجمات المطالبات المعدلة بموجب Rule 5اتفاقية البراءات الأوروبية 1973.

### الولايات المتحدة
في عام 1988، منح مكتب الولايات المتحدة لبراءات الاختراع والعلامات التجارية (USPTO) براءة الاختراع رقم 4,736,866 لكلية هارفارد. تم تقديم طلب البراءة في 22 يونيو 1984، وصدر في 12 أبريل 1988، وانتهت صلاحيته في 12 أبريل 2005.
تتعلق هذه البراءة بـثدييات غير بشرية معدلة وراثيًا تحتوي خلاياها الجرثومية والجسدية على تسلسل أونكوجين نشط مُعاد التركيب تم إدخاله إليها. تم استبعاد البشر صراحةً من نطاق الادعاء، في إشارة واضحة إلى المخاوف الأخلاقية والقانونية المتعلقة ببراءات الاختراع على البشر وتعديل الجينوم البشري.
من المدهش أنه لم يتم اللجوء إلى أي محكمة أمريكية للطعن في صحة هذه البراءة. ومع ذلك، تم إصدار براءتي اختراع منفصلتين لصالح جامعة هارفارد، تغطيان:
1. طرق توفير ثقافة خلوية من حيوان غير بشري معدل وراثيًا (براءة الاختراع الأميركية رقم 5,087,571)، والتي تم تقديمها في 22 مارس 1988، وصدر قرار منحها في 11 فبراير 1992، وانتهت صلاحيتها في 11 فبراير 2009.
2. طرق اختبار باستخدام الفئران المعدلة وراثيًا التي تعبر عن جين مسبب للسرطان (براءة الاختراع الأميركية رقم 5,925,803)، والتي تم تقديمها في 19 سبتمبر 1991، وصدر قرار منحها في 20 يوليو 1999، وكان من المقرر أن تنتهي في 20 يوليو 2016.

وجد مكتب براءات الاختراع والعلامات التجارية الأميركي أن هاتين البراءتين قد انتهت صلاحيتهما فعليًا في عام 2005 بسبب إخلاء المسؤولية النهائي. حاليًا، هناك دعوى قضائية مرفوعة من قبل شركة دوبونت في المنطقة الشرقية من فرجينيا، لكنها بحاجة إلى تحديث.